# Hamada (Schiff)
Die Hamada war ein unter der Flagge Maltas fahrender Massengutfrachter, der am 29. Juni 1993 im Roten Meer vor der Küste Ägyptens auf Grund lief und sank. Das Schiff ist heute ein beliebtes Tauchziel.

## Angaben zum Schiff
Das 65,1 Meter lange und knapp 11,1 Meter breite Schiff wurde am 15. März 1965 unter der Baunummer 347 auf der Werft John Lewis & Sons in Aberdeen im Auftrag von P&O auf Kiel gelegt und lief am 12. Juni 1965 als Avocet vom Stapel. Es hatte eine Maschine vom Typ MN17 der British Polar Engine Ltd., Glasgow. Bis zum 22. Juni 1976 war das Schiff für verschiedene Tochtergesellschaften von P&O im Einsatz, wurde dann an Stavros Elias Liakos Maritime mit Sitz auf Zypern verkauft und in Afroditi H umbenannt. Im Jahr 1982 wurde es an Leghorn Shipping Co. (Zypern) verkauft und in Samarah umbenannt. Im Jahr 1985 ging das Schiff an Chaldean Shipping Co. (Zypern) und wurde in Hamada umbenannt. Im Jahr 1986 schließlich wurde es an Phemios Shipping Co. mit Sitz in Valletta auf Malta verkauft.

## Schiffsunfall im Juni 1993

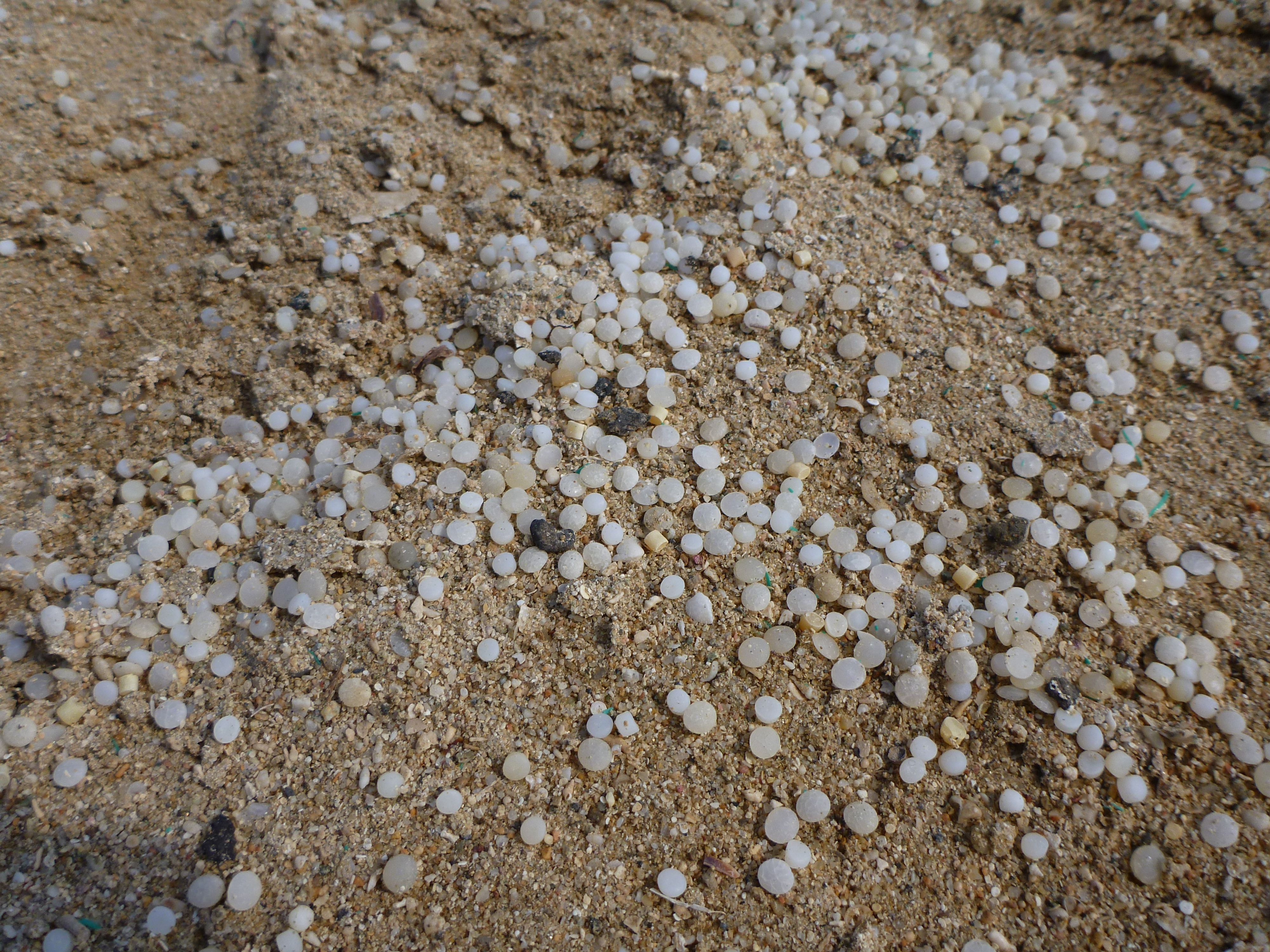
Teile der Ladung der Hamada am Strand von Abu Ghusun

Das Schiff verunglückte am 29. Juni 1993 in schwerer See vor der ägyptischen Küste im Wadi-al-Gamal-Nationalpark auf der Fahrt von Dschidda nach Sues mit einer Ladung Kunststoffgranulat an Bord. Die Reste dieser Ladung sind noch heute am Strand von Abu Ghusun zu finden.

## Tauchgebiet
Die Hamada liegt in zwei Teile zerbrochen direkt am Riff vor Abu Ghusun (Abu Gosoon) auf der Steuerbordseite in einer Tiefe zwischen 14 und 18 Metern. Das Schiff ist mäßig stark bewachsen und für Taucher zugänglich. Auch einige der Innenräume sind erreichbar. Markante Punkte des Wracks sind das Heck mit Propeller und Ruder sowie die relativ intakte Brücke.